# Нижние Исады
Нижние Исады — село Берёзовского района Пермского края, входит в Сосновское сельское поселение.

## География
Село расположено на берегу реки Барда, у впадения в неё реки Солянка, на северо-востоке района, в 23 км от районного центра.

## История
В ночь с 13 на 14 декабря 1918 г. в деревне уничтожены моряки 1-го Кронштадтского полка, воевавшего на стороне Красной армии. Благодаря содействию местных крестьян белым удалось ночью окружить деревню Нижние Исады, где расположилась 5 рота полка, уничтожить и частично взять в плен моряков. В ходе наступления белыми были разбиты 1-й и 2-й батальоны полка, погибла команда разведчиков. Всего в ходе боёв в эти дни погибло более 800 моряков, 372 удалось бежать из окружения. В 1961 году морякам в деревне был установлен памятник, с 1984 г. в день военно-морского флота моряки Березовского района собираются возле памятника, чтобы почтить память погибших. В 2008 году издана книга памяти, в которой перечислены имена всех погибших и выживших моряков. Событие послужило исторической основой для пьесы В. Вишневского «Оптимистическая трагедия».

## Население
| 2010 |
| ---- |
| 42   |